# 8770 Тотанус
8770 Тотанус (8770 Totanus) — астероїд головного поясу, відкритий 30 вересня 1973 року.
Тіссеранів параметр щодо Юпітера — 3,206.
Назва походить від латинської назви пташки коловодника звичайного лат. Tringa totanus.